# Pokrowka (Mykolajiw)
Pokrowka (ukrainisch und russisch Покровка) ist ein Dorf im Süden der ukrainischen Oblast Mykolajiw mit etwa 380 Einwohnern (2004).

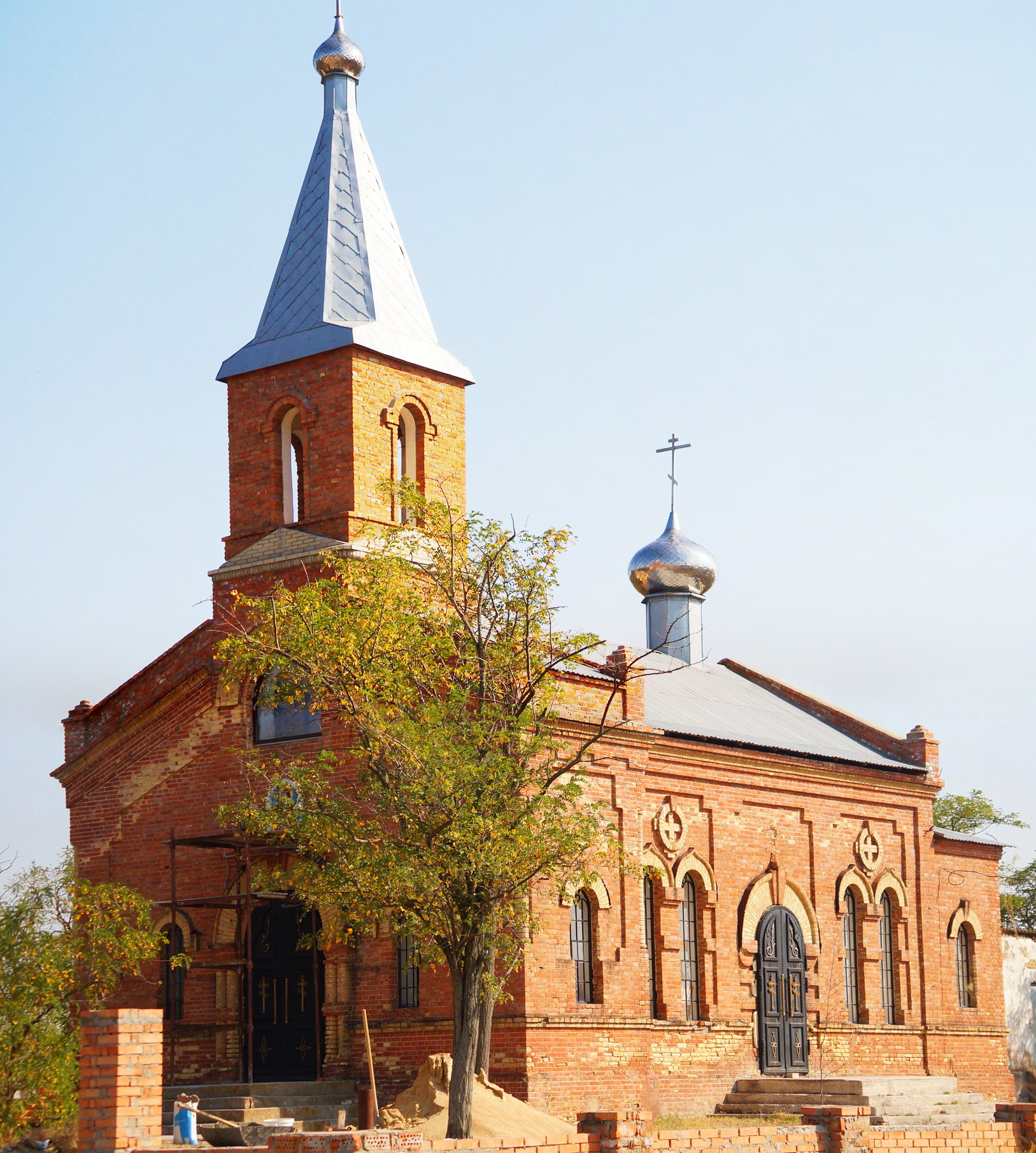
Denkmalgeschützte Kirche der Fürbitte aus dem 19. Jahrhundert

Das von geflüchteten Leibeigenen aus dem Gouvernement Tschernigow in der zweiten Hälfte des 18. Jahrhunderts gegründete Dorf liegt im Westen der Kinburn-Halbinsel südöstlich der ehemaligen Rajonhauptstadt Otschakiw auf dem gegenüber liegenden Ufer des Dnepr-Bug-Limans und an der Jahorlyzkyj-Bucht.
Innerhalb der Gemeinde liegt die Kinburn-Nehrung. Dort  befand sich bis 1857 die Festung Kinburn.
Am 12. Juni 2020 wurde das Dorf ein Teil der Stadtgemeinde Otschakiw; bis dahin bildete es zusammen mit den Dörfern Pokrowske und Wassyliwka die Landratsgemeinde Pokrowka (Покровська сільська рада/Pokrowska silska rada) im Süden des Rajons Otschakiw.
Seit dem 17. Juli 2020 ist es ein Teil des Rajons Mykolajiw.